# Logan Stanley
Logan Stanley, född 26 maj 1998 i Kitchener, Ontario, är en kanadensisk professionell ishockeyback som spelar för till Winnipeg Jets i National Hockey League (NHL). Han har tidigare spelat för Manitoba Moose i American Hockey League (AHL) och Windsor Spitfires och Kitchener Rangers i Ontario Hockey League (OHL).
Stanley draftades av Winnipeg Jets i första rundan i 2016 års draft som 18:e spelare totalt.
Han är kusin till Michael Latta, som spelade själv i NHL mellan 2013 och 2016.

## Statistik
| 2012–2013  | Waterloo Wolves   | AH         | 2   | 0  | 0  | 0  | 0   | —  | — | —  | —  | —  |
| 2013–2014  | Waterloo Wolves   | AH         | 28  | 8  | 20 | 28 | 95  | 9  | 0 | 5  | 5  | 35 |
|            | Waterloo Wolves   |            | 69  | 15 | 38 | 53 | 158 | —  | — | —  | —  | —  |
|            | Waterloo Siskins  | GOJHL      | —   | —  | —  | —  | —   | 2  | 1 | 0  | 1  | 0  |
| 2014–2015  | Windsor Spitfires | OHL        | 59  | 0  | 4  | 4  | 60  | —  | — | —  | —  | —  |
| 2015–2016  | Windsor Spitfires | OHL        | 64  | 5  | 12 | 17 | 103 | 5  | 1 | 0  | 1  | 16 |
| 2016–2017  | Windsor Spitfires | OHL        | 35  | 4  | 13 | 17 | 62  | —  | — | —  | —  | —  |
| 2017–2018  | Kitchener Rangers | OHL        | 61  | 15 | 27 | 42 | 111 | 19 | 4 | 12 | 16 | 20 |
| 2018–2019  | Manitoba Moose    | AHL        | 73  | 6  | 16 | 22 | 70  | —  | — | —  | —  | —  |
| 2019–2020  | Manitoba Moose    | AHL        | 44  | 3  | 7  | 10 | 73  | —  | — | —  | —  | —  |
| 2020–2021  | Winnipeg Jets     | NHL        | 33  | 1  | 3  | 4  | 24  | —  | — | —  | —  | —  |
| NHL totalt | NHL totalt        | NHL totalt | 33  | 1  | 3  | 4  | 24  | —  | — | —  | —  | —  |
| AHL totalt | AHL totalt        | AHL totalt | 117 | 9  | 23 | 32 | 143 | —  | — | —  | —  | —  |
| OHL totalt | OHL totalt        | OHL totalt | 219 | 24 | 56 | 80 | 336 | 24 | 5 | 12 | 17 | 36 |

### Internationellt
| Källa: Uppdaterad: 2021-04-29 | Källa: Uppdaterad: 2021-04-29 | Källa: Uppdaterad: 2021-04-29 |         | Utv = Utvisningsminuter | Utv = Utvisningsminuter | Utv = Utvisningsminuter | Utv = Utvisningsminuter | Utv = Utvisningsminuter |
| År                            | Lag                           | Mästerskap                    | Matcher | Mål                     | Assists                 | Poäng                   | Utv                     |                         |
| ----------------------------- | ----------------------------- | ----------------------------- | ------- | ----------------------- | ----------------------- | ----------------------- | ----------------------- | ----------------------- |
| 2016                          | Kanada                        | U18-VM                        | 7       | 0                       | 1                       | 1                       | 12                      |                         |
| Junior totalt                 | Junior totalt                 | Junior totalt                 | 7       | 0                       | 1                       | 1                       | 12                      |                         |